# Charles Kellaway
Charles Kellaway était un médecin et chercheur australien, né le 16 janvier 1889 et mort le 13 décembre 1952.

## Biographie

### Enfance et études
Kellaway est né au presbytère attaché à la vieille cathédrale St James de Melbourne. Il est éduqué à la maison par son père, prêtre anglican, jusqu'à ses 11 ans. Il suit ensuite une éducation secondaire à la Caulfield Grammar School et à la Melbourne Church of England Grammar School, deux pensionnats privés anglicans de la région. 
Il suit ensuite des études de médecine à l'université de Melbourne dont il est diplômé en 1913.

### Première Guerre mondiale
Kellaway s'engage en novembre 1914 dans les corps médicaux de l'armée australienne et sert en Europe avec le rang de capitaine, recevant une promotion en 1918. En 1918, il est rattaché à l'Australian Flying Corps et rencontre Henry Hallett Dale, sous la direction de qui il travaille sur l'anoxie.

### Recherche sur les serpents venimeux
En 1927, à l'instigation de Neil Hamilton Fairley, un important programme de recherche sur les serpents venimeux d'Australie est mis en place. Kellaway, en collaboration avec Fairley, Holden et Fannie Eleanor Williams, travaille sur les morsures de serpents, notamment du genre Elapidae, et le développement d'antivenins. 
Kellaway s'intéresse ensuite aux effets des venins sur l'hémodynamique, et aux réactions allergiques qu'ils suscitent, y compris l'anaphylaxie.

### Seconde Guerre mondiale
Pendant la Seconde Guerre mondiale, Kellaway, désormais scientifique reconnu internationalement, sert comme officier de liaison scientifique avec l'armée australienne et voyage dans les pays du Commonwealth et aux États-Unis pour encourager la coopération médicale et scientifique inter-alliée.

### Dernières années
En 1943, il reçoit un poste de directeur scientifique aux laboratoires Wellcome, et y supervise le développement de traitements contre la malaria et la bilharziose. 
En 1951, il est diagnostiqué d'un cancer du poumon, et en meurt deux ans plus tard.